# Домініканська Республіка на літніх Олімпійських іграх 2020
Домініканську Республіку на літніх Олімпійських іграх 2020 представляли шістдесят три спортсмени в одинадцятьох видах спорту.

## Спортсмени
| Вид спорту            | Чоловіки | Жінки | Загалом |
| --------------------- | -------- | ----- | ------- |
| Легка атлетика        | 4        | 2     | 6       |
| Бейсбол               | 24       | Н/Д   | 24      |
| Бокс                  | 5        | 2     | 7       |
| Стрибки у воду        | 1        | 0     | 1       |
| Кінний спорт          | 1        | 1     | 2       |
| Дзюдо                 | 1        | 0     | 1       |
| Академічне веслування | 1        | 0     | 1       |
| Плавання              | 1        | 1     | 2       |
| Тхеквондо             | 2        | 1     | 3       |
| Волейбол              | 0        | 12    | 12      |
| Важка атлетика        | 2        | 3     | 5       |
| Загалом               | 42       | 22    | 64      |